# Особисті кордони
Особисті кордони або акт встановлення кордонів — це життєва навичка, яку популяризували автори самодопомоги та групи підтримки у середині 1980-х років. Це практика відкритого спілкування та відстоювання особистих цінностей як спосіб збереження та захисту від їх компрометації чи порушення. Термін «кордони» є метафорою, де взаємодія «у межах кордонів» має позитивну ознаку, а «за межами кордонів» — негативну. Без цінностей і кордонів наша ідентичність розпливається і часто контролюється визначеннями, запропонованими іншими. Концепція кордонів була широко взята за основу професії консультанта.

## Призначення та використання
Ця життєва навичка особливо доречна в середовищах, де люди контрольовані кимось або чимось, або де люди не беруть на себе відповідальності за власне життя та свої дії.
«Co-Dependents Anonymous» рекомендує своїм учасникам встановити обмеження, на те що можуть робити з ними їх оточення та що вони можуть робити для нього, а також встановити незалежність від чужих думок, почуттів і проблем інших людей.
«National Alliance on Mental Illness» каже своїм членам, що встановлення та підтримка цінностей і кордонів покращить відчуття безпеки, стабільності, передбачуваності та порядку в сім’ї, навіть якщо деякі члени сім'ї чинять опір. NAMI стверджує, що кордони сприяють більш спокійній атмосфері без засуджень і що наявність кордонів не повинна суперечити необхідності підтримувати атмосферу розуміння.

### Огляд
Три важливі аспекти управління особистими кордонами:
Визначення цінностей: здорові стосунки – це «міжвзаємні» стосунки двох «незалежних» людей. Здорові люди повинні встановити цінності, які вони шанують і захищають незалежно від характеру стосунків (основні чи незалежні цінності). Здорові люди також повинні мати цінності, які вони обговорюють і адаптують, щоб налагодити зв'язки з іншими та співпрацювати з ними (міжвзаємними цінності).
Укріплення кордонів: у цій моделі індивіди використовують вербальну та невербальну комунікацію, щоб комунікувати свої наміри, уподобання та визначати, що є допустимим, а шо є неприпустимим щодо їхніх основних або незалежних цінностей. Під час утвердження цінностей і кордонів комунікація має бути: наявною, відповідною, чіткою, твердою, захисною, гнучкою, сприйнятливою та придатною для співпраці.
Шанувати й захищати: приймати рішення за допомогою саме особистих цінностей, коли перед ними стає важливий життєвий вибір; або коли вони потрапляють у зіткнення з особами, які не беруть на себе відповідальності за власне життя або дії.
Наявність здорових цінностей і особистих кордонів — це стиль життя, а не швидке вирішення конфлікту в стосунках.
Цінності будуються на основі висновків, переконань, думок, ставлень, минулого досвіду та соціального навчання. Жак Лакан вважає, що цінності розшаровуються в ієрархії, що відображає «всі послідовні обгортки біологічного та соціального статусу людини» від найпримітивніших до найрозвиненіших.
Особисті цінності та межі діють у двох напрямках, впливаючи як на вхідну, так і на вихідну взаємодію між людьми. Їх іноді називають функціями «захисту» та «стримування».

### Застосування
Три найчастіше згадуваних категорій цінностей, та їх кордонів:
- Фізичні – особистий простір й ставлення щодо дотику[en];[14][15][16] фізична близькість[en]
- Ментальні – думки та точка зору[14][15][16]
- Емоційні – почуття; емоційна близькість

Деякі автори розширили цей список додатковими або спеціалізованими категоріями, такими як: духовність (близьке за значенням до ментальне, думки) правда (близьке за значенням до точка зору, переконання) та час/пунктуальність.

### Рівніасертивністі
Ніна Браун запропонувала чотири типи кордонів:
- М'які – людина з м'якими кордонами зливається з кордонами інших людей. Хтось із м'якими кордонами легко стає жертвою психологічної маніпуляції.
- Губчасті – людина з губчастими кордонами схожа на поєднання м'яких і жорстких кордонів. Вони допускають менше емоційного зараження, ніж м'які кордони, але більше, ніж жорсткі. Люди з губчастими кордонами не завжди знають, що варто впускати, а що не варто.
- Жорсткі – людина з жорсткими кордонами закрита або відгороджена, тому ніхто не може наблизитися ні фізично, ні емоційно. Це часто трапляється, якщо хтось став жертвою фізичного, емоційного та/або психологічного чи сексуального насильства. Жорсткі кордони можуть бути вибірковими, залежно від часу, місця чи обставин і зазвичай засновані на негативному попередньому досвіді у подібній ситуації чи стосунках.
- Гнучкі – подібні до губчастих та жорстких кордонів, але тут людина має більший контроль. Людина сама вирішує, що впускати, а що не допускати, вона стійка до емоційного зараження та психологічних маніпуляцій, її важко експлуатувати.

### Сторони
Є також два основних способи побудови кордонів в двосторонніх або групових стосунках:
- Односторонні кордони – одна особа вирішує нав'язати стандарт стосункам, незалежно від того, чи підтримує це друга особа чи група. Наприклад: перша особа може вирішити ніколи не згадувати небажану тему і мати звичку виходити з кімнати, завершувати телефонні дзвінки або видаляти повідомлення, не відповідаючи, якщо цю тему згадують інші.
- Кооперативні кордони – кожен у групі стосунків погоджується, мовчазно чи явно, що певний стандарт слід підтримувати. Наприклад, група може вирішити не обговорювати небажану тему, а потім усі члени окремо уникають її згадування та працюють усі разом, щоб змінити тему, якщо хтось з групи або поза неї — згадує її.

Встановлюючи межі, не завжди потрібно повідомляти другу особу або групу, що це за межа чи які наслідки її порушення. Наприклад, якщо особа вирішила залишити обговорення, ця особа може надати непов'язане зі своїм рішенням виправдання, наприклад: стверджуючи, що настав час їй зайнятись чимось іншим, замість того, щоб сказати, що ця тема їй небажана або дискомфортна.

## Порушення кордонів

### Впливи спільнот
Фрейд описав втрату свідомих кордонів, яка може статися, коли індивід перебуває в єдиному, швидко рухомому натовпі.
Майже століття потому Стівен Пінкер підняв тему втрати особистих кордонів у спільному досвіді, зазначивши, що такі випадки можуть бути спровоковані інтенсивними спільними випробуваннями, такими як голод, страх чи біль, і що такі методи традиційно використовувалися для створення обмежених умов в обряд переходу. Карл Юнґ описав це як поглинання ідентичності e колективне несвідоме.
Також є твердження, що рейв-культура передбачає розрив особистих кордонів і злиття у почуття об'єднаності, спільноти.

### Нерівна влада
Також нерівно наділені владою політичні або соціальні сили можуть впливати на можливості позначення культурних кордонів і загалом на якість життя індивідів. Нерівна влада в особистих стосунках, у тому числі насильницькі стосунки, може ускладнити людям позначення кордонів.

### Нещасні сім'ї
- Понаднормово вимогливі батьки: у нещасній сім'ї стимулюють собою дитину пристосовуватися до потреб і почуттів батьків, а не навпаки.[25]
- Понаднормово вимогливі діти: Виховання дітей – це роль, яка вимагає певної самопожертви та надання потребам дитини пріоритету. Проте, батьки можуть бути співзалежними від дитини, якщо піклування або жертва батьків досягає нездорового або руйнівного рівня.[26]
- Співзалежні стосунки: Співзалежність часто передбачає віддавання нижчого пріоритету власним потребам, водночас надмірну стурбованість потребами другої особи або групі осіб. Співзалежність може виникнути в будь-якому типі стосунків, включаючи сімейні, робочі, дружні, а також романтичні стосунки, стосунки з однолітками чи спільнотою.[27]

У той час як здорові стосунки залежать від емоційного простору, який забезпечують особисті кордони, співзалежні особи мають труднощі з встановленням таких кордонів, тому визначення та ефективний захист кордонів може бути для них важливою частиною відновлення психічного здоров'я.
У співзалежних стосунках цілеспрямованість співзалежного ґрунтується на тому, що він йде на великі жертви заради задоволення потреб свого партнера. Співзалежні стосунки означають ступінь нездорової прихильності, коли одна людина не має самодостатності чи автономії. Одна або обидві сторони залежать від добробуту другої. Зазвичай існує неусвідомлена причина продовжувати ставити життя іншої людини на перше місце — часто це через помилкове уявлення про те, що самооцінка індивіда залежить від його задоволення інших людей.
- Психічні захворювання в сім'ї: Люди з певними психічними розладами схильні до підвладної поведінки, включаючи: обсесивно-компульсивний розлад, параноїдний розлад особистості[31], емоційно нестабільний розлад особистості[32] та нарцисичний розлад особистості,[33] синдром порушення активності та уваги[34], та епізод маніакального стану в осіб, які мають біполярний афективний розлад.[34]
  - Емоційно нестабільний розлад особистості (ПРО): існує тенденція, коли близькі людей з ПРО переходять на роль опікунів, віддаючи пріоритет і зосереджуючись на проблемах у житті людини з ПРО, а не на проблемах у своєму власному житті. Надто часто в таких стосунках співзалежний набуває відчуття цінності, виконуючи риси «розсудливого» або «відповідального».[35] Часто це помітно в сім'ях із сильними азійськими культурами через вірування, пов'язані у тих культурах.[36]
  - Нарцисичний розлад особистості (НРО): для тих, хто має відношення до людини з НРО, цінності та кордони часто піддаються сумніву, оскільки нарциси мають погане самовідчуття та часто не визнають, що інші особи мають незалежність і самість, а не продовження самих їх. До тих, хто задовольняє їхні потреби, і до тих, хто приносить задоволення, можна ставитися так, ніби вони є частиною нарциса, і очікується, що вони виправдають очікування нарциса.[37]

## Гнів
Гнів — це емоція, яка включає сильну незручну та різку реакцію на провокацію. Часто це вказує на порушення особистих кордонів. Гнів можна ефективно використовувати, встановлюючи межі або виходячи з небезпечних ситуацій.